# جوردن كانينج
جوردن كانينج هي مخرجة كندية، ولدت في 3 أغسطس 1982.

## وصلات خارجية
- جوردن كانينج على موقع IMDb (الإنجليزية)
- جوردن كانينج على موقع قاعدة بيانات الفيلم (الإنجليزية)